# Froesiodendron amazonicum
Froesiodendron amazonicum R.E.Fr. – gatunek rośliny z rodziny flaszowcowatych (Annonaceae Juss.). Występuje naturalnie w Peru, Kolumbii oraz Brazylii (w stanach Acre i Amazonas). 

## Morfologia
PokrójZimozielone drzewo dorastających do 5–10 m wysokości.
LiścieMają kształt od eliptycznego do odwrotnie jajowatego. Mierzą 17–25 cm długości oraz 7,5–9,5 cm szerokości. Nasada liścia jest rozwarta lub ostrokątna. Blaszka liściowa jest o spiczastym wierzchołku. Ogonek liściowy jest nagi i dorasta do 3–5 mm długości.
KwiatySą pojedyncze, rozwijają się w kątach pędów. Działki kielicha są zrośnięte. Płatki mają barwę od białej do żółtawej. Kwiaty mają 10 słupków.
OwocePojedyncze o równowąskim kształcie. Osiągają 12–65 mm długości i 15 mm szerokości.

## Biologia i ekologia
Rośnie w wilgotnych wiecznie zielonych lasach, na terenach nizinnych.